# 梯度风
大气科学与海洋科学中，如果流体（气团、海水）质点轨迹曲率较大，则向心加速度显著，切向加速度可以忽略。当流体质点运动速率保持不变时，将出现匀速圆周运动，这时水平气压梯度力、水平科氏力（科里奥利力）与离心力相平衡，这种平衡运动称为梯度风（梯度流，gradient flow）。
类似于地转风，梯度风也是对大气运动的一种理想化。实际大气运动不一定符合梯度风条件。实际应用场景中，梯度风相对地转风也较复杂，较少用。